# Stadion Ludwika II (1939)
Stadion Ludwika II (fr. Stade Louis II) – wielofunkcyjny stadion, położony w Monako. Oddany został do użytku w 1939 roku, a w 1985 został rozebrany; zastąpił go powstały niedaleko nowy Stadion Ludwika II. Był areną domową klubu AS Monaco. Jego pojemność wynosiła 12 000 miejsc.